# U-70 (1940)
| U-70 | U-70 | U-70 |
| --- | --- | --- |
| | | |
| | | |
| | | |
| Під прапором                                                                                                | Третій Рейх | Третій Рейх |
| Спуск на воду                                                                                               | 12 жовтня 1940 року | 12 жовтня 1940 року |
| Введений до складу флоту                                                                                    | 7 березня 1941 року | 7 березня 1941 року |
| Сучасний статус                                                                                             | затоплений | затоплений |
| Бойовий досвід                                                                                              | Друга світова війна Битва за Атлантику                                                                                               | Друга світова війна Битва за Атлантику                                                                                               |
| Проєкт | | |
| Тип ПЧ | середній торпедний ДПЧ | середній торпедний ДПЧ |
| Вартість | 4 714 000 ℛℳ | 4 714 000 ℛℳ |
| Основні характеристики                                                                                      | | |
| Швидкість (надводна)                                                                                        | 17,7 вузла (32,8 км/год) | 17,7 вузла (32,8 км/год) |
| Швидкість (підводна)                                                                                        | 7,6 вузла (14,1 км/год) | 7,6 вузла (14,1 км/год) |
| Робоча глибина занурення                                                                                    | 230 м | 230 м |
| Гранична глибина занурення                                                                                  | 250—295 м | 250—295 м |
| Дальність плавання                                                                                          | 80 миль (150 км) на швидкості 4 вузли (в підводному положенні) 8500 миль (15 700 км) на швидкості 10 вузлів (у надводному положенні) | 80 миль (150 км) на швидкості 4 вузли (в підводному положенні) 8500 миль (15 700 км) на швидкості 10 вузлів (у надводному положенні) |
| Екіпаж | 44—52 особи | 44—52 особи |
| Розміри | | |
| Довжина найбільша (по КВЛ)                                                                                  | 67,1 м | 67,1 м |
| Ширина корпусу найб.                                                                                        | 6,2 м | 6,2 м |
| Висота | 9,6 м | 9,6 м |
| Середня осадка (по КВЛ)                                                                                     | 4,74 м | 4,74 м |
| Водотоннажність надводна                                                                                    | 769 т | 769 т |
| Силова установка                                                                                            | | |
| дизель-електрична; 2 дизельних двигуни MAN M 6 V 40/46, 2 електродвигуни Siemens-Schuckertwerke GU 343/38-8 | | |
| Гвинти | 2 | 2 |
| Потужність                                                                                                  | 2 × 2100—2310 к.с. (дизелі) 2 × 750 к.с. (електродвигуни)                                                                            | 2 × 2100—2310 к.с. (дизелі) 2 × 750 к.с. (електродвигуни)                                                                            |
| Озброєння                                                                                                   | | |
| Артилерія                                                                                                   | 1 × 88-мм палубна гармата SK C/35 | 1 × 88-мм палубна гармата SK C/35 |
| Торпедно- мінне озброєння                                                                                   | 4 носових і один кормовий ТА 14 торпед та 26 мін TMA                                                                                 | 4 носових і один кормовий ТА 14 торпед та 26 мін TMA                                                                                 |
| ППО | 1 × 37-мм зенітна гармата Flak M42 2 × 20-мм зенітні гармати FlaK 30                                                                 | 1 × 37-мм зенітна гармата Flak M42 2 × 20-мм зенітні гармати FlaK 30                                                                 |

U-70 — німецький підводний човен типу VIIC, часів  Другої світової війни.
Замовлення на будівництво човна було віддане 30 травня 1938 року. Човен був закладений на верфі суднобудівної компанії «F.Krupp Germaniawerft» у місті Кіль 19 грудня 1939 року під заводським номером 604, спущений на воду 12 жовтня 1940 року, 23 листопада 1940 під командуванням капітан-лейтенанта Йоахіма Маца увійшов до складу 7-ї флотилії.
Човен зробив 1 бойовий похід, у якому потопив 1 та пошкодив 3 судна.
7 березня 1941 року потоплений у Північній Атлантиці південно-східніше Ісландії (60°15′ пн. ш. 14°00′ зх. д. / 60.250° пн. ш. 14.000° зх. д.) глибинними бомбами британських корветів «Камеллія» та «Арбутус». 20 членів екіпажу загинули, 25 врятовано.

## Потоплені та пошкоджені кораблі[3]
| Назва      | Тип            | Належність      | Дата           | Тоннаж (БРТ) | Вантаж             | Статус     | Місце                                                       |
| Gӧteborg   | вантажне судно | Швеція          | 26 лютого 1941 | 820          | Оселедець          | потоплено  | 63°00′ пн. ш. 14°00′ зх. д. / 63.000° пн. ш. 14.000° зх. д. |
| Delilian   | вантажне судно | Велика Британія | 7 березня 1941 | 6 423        | Генеральні вантажі | пошкоджено | 60°28′ пн. ш. 13°38′ сх. д. / 60.467° пн. ш. 13.633° сх. д. |
| Athelbeach | танкер         | Велика Британія | 7 березня 1941 | 6 568        | Баласт             | пошкоджено | 60°30′ пн. ш. 13°30′ зх. д. / 60.500° пн. ш. 13.500° зх. д. |
| Mijdrecht  | танкер         | Нідерланди      | 7 березня 1941 | 7 493        | Баласт             | пошкоджено | 60°31′ пн. ш. 13°52′ сх. д. / 60.517° пн. ш. 13.867° сх. д. |